# HMS Birmingham (D86)
Pour les autres navires du même nom, voir HMS Birmingham.
Pour les articles homonymes, voir D86.
Le HMS Birmingham (D86) est un destroyer de type 42 de la Royal Navy.

## Histoire
Le destroyer est l'un des premiers navires avec l'Ardent à faire partie de la patrouille Armilla au moment de la guerre Iran-Irak.
Le Birmingham passe une grande partie de son service comme navire de contingence de la flotte dans un rôle de patrouille après la guerre des Malouines. En 1984, il patrouille dans les Malouines et agit comme piquet radar avec les frégates Broadsword et Ajax. En 1985, il prend part à la force navale permanente en Méditerranée, allant à Gibraltar, Palma de Majorque, Naples et Messine. Après le retrait des munitions et des modernisations à Rosyth, il retourne à Portsmouth en 1988 pour des essais en mer et une réintégration dans la flotte. Commandé par Roy Clare, il fait son premier nouveau déploiement dans le golfe Persique et revient en mars 1989.
Le Birmingham fait son retrait à Portsmouth le 10 décembre 1999. Début janvier 2000, par ses propres moyens, il va à Devonport où, pendant les deux mois suivants, il est dépouillé de tout son équipement utilisable. Il est finalement remorqué à Portsmouth en mai 2000 où il est vendu pour la ferraille et quitte Portsmouth en remorquage pour l'Espagne le 20 octobre 2000.